# Cossura laeviseta
Cossura laeviseta är en ringmaskart som beskrevs av Hartmann-Schröder 1962. Cossura laeviseta ingår i släktet Cossura och familjen Cossuridae. Inga underarter finns listade i Catalogue of Life.